# Radikální demokracie
Radikální demokracie je koncepce demokracie, podle níž mají mít lidé základní právo participovat na přijímání všech rozhodnutí, která ovlivňují jejich život. Je založena na decentralizaci, participaci a co největším rozptylu politické moci. Radikální demokracie jako ideologie byla zformulována Ernestem Laclauem a Chantal Mouffe v jejich knize Hegemony and Socialist Strategy: Towards a Radical Democratic Politics, napsané v roce 1985. Argumentují, že sociální hnutí, která se pokoušejí o sociální a politickou změnu, vyžadují strategii protestu proti neoliberálním a neokonzervativním konceptům demokracie. Touto strategií je nahradit liberální definici demokracie, založenou na svobodě a rovnosti, zahrnutím pluralitních názorů a větší demokratizací společnosti. Toto stanovisko se jasně projevuje v socialistických požadavcích na kolektivizaci a zavedení samosprávy pracujících, tedy demokratizaci ekonomického života. Radikální demokracie je tak požadavek na demokratizaci všech společenských oblastí, ve kterých jsou přijímána rozhodnutí o životech ostatních.

## Současná masová hnutí angažovaná v radikální demokracii
- Zapatova armáda národního osvobození
- Socialistická strana Spojených států amerických[2]